# 约翰·伯顿·汤普森
约翰·伯顿·汤普森（John Burton Thompson，1810年12月14日—1874年1月7日），美国肯塔基州人，他是一名美国众议院议员和参议院议员。
汤普森是肯塔基州第十四任副州长。然后他被选为辉格党的美国参议院从1853年3月4日到1859年3月3日，担任。他死在哈罗兹堡和被埋葬在春山公墓。

## 生平

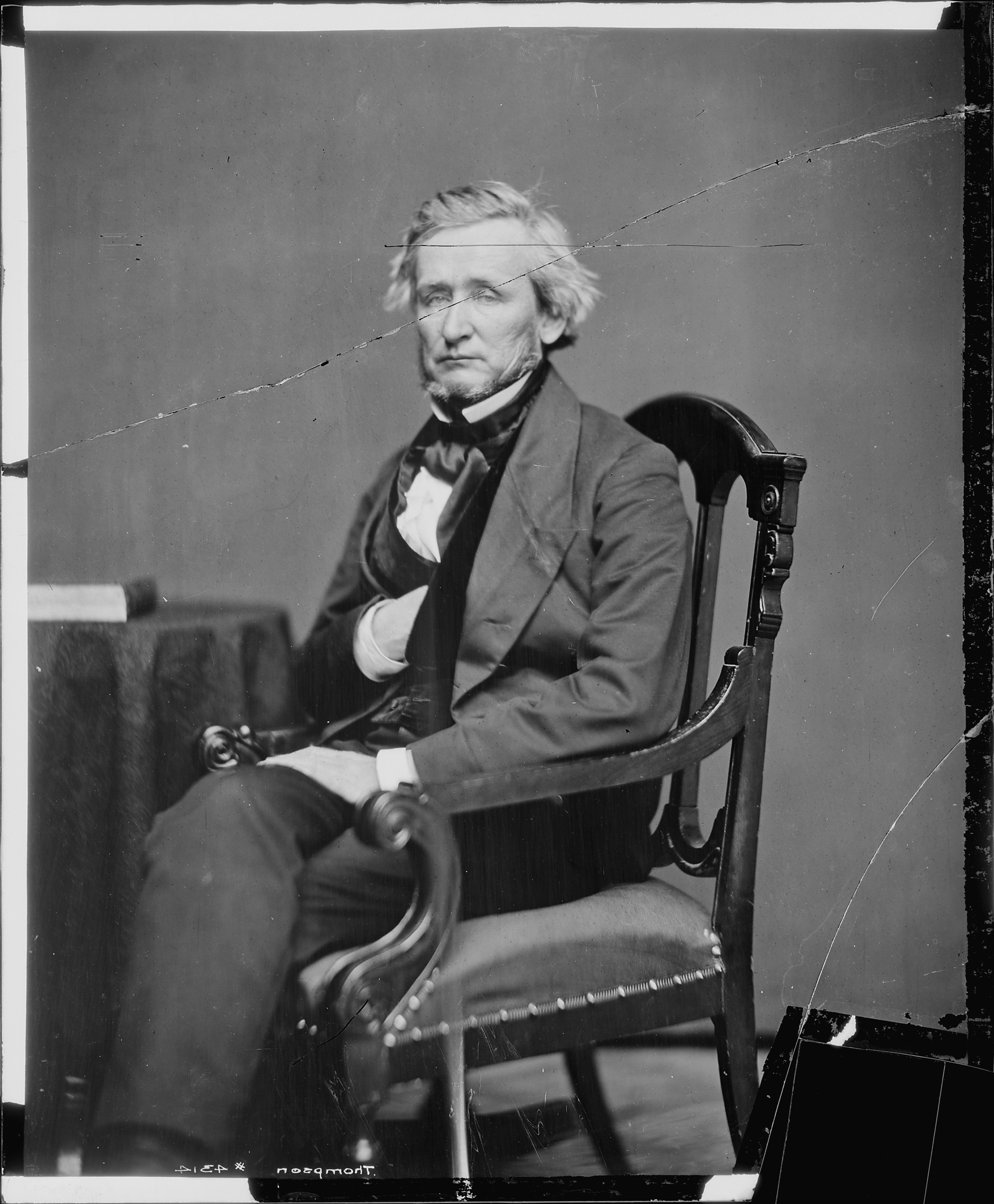
约翰·伯顿·汤普森肖像

他出生于肯塔基哈罗兹堡周边，并在当地完成基础教育和法律学习。随后，他在当地考入律师，并成为联邦律师。1829年至1833年，他成为肯塔基州参议院议员；1835年和1837年，分别当选为肯塔基州众议院议员。
之后，他经美国辉格党选举举荐，在美国众议院肯塔基州第五选区当选美国参议员，填补因西蒙·H·安德森去世而留下的席位。之后他在1840年12月7日再次连任，任期至1843年3月3日。在离开国会一段时间后，他再次代表同一选区重返国会，任期从1847年3月4日至1851年3月3日。在这段时期中，他担任美国众议院民兵委员会主席。
1852年，汤普森当选为第十四届肯塔基州副州长。1853年3月4日，他重返联邦国会，担任联邦参议院议员，并担任党鞭，任至1859年3月3日。
任满后他返回家乡。1874年，他死于家乡，并葬于春山公墓。